# Gualtherus Johannes Kolff
Gualtherus Johannes Kolff (Rotterdam, 31 januari 1846 - Den Haag, 14 oktober 1918), oprichter van de Nederlandse Blindenbibliotheek.

## Biografie
Op twintigjarige leeftijd ging Gualtherus Kolff naar het Duitse Baden-Baden om aan te sterken, omdat hij een zwak gestel had. Het kuuroord deed hem geen goed. Hij liep er een oogontsteking op, die hem na een paar jaar volledig blind zou maken. De ziekte tastte op den duur ook zijn gehoor aan, waardoor hij tegen het eind van zijn leven zowel blind als doof was. Ook lopen lukte toen niet meer en Gualtherus werd afhankelijk van een rolstoel. Gualtherus werkte in eerste instantie onder de hoede van zijn familie: in de 'koffiemakelaardij' en sinds 1871 bij zijn broer Marie Henri die koopman was in lndië. Het zag ernaar uit dat hij, evenals zijn vader en broers - zijn andere broer was firmant bij Kolff & Witkamp - in het bedrijfsleven zou blijven. Zijn handicap zette hem echter op een geheel ander spoor. Toen zijn blindheid hem steeds meer beperkte, vertrok hij naar Frankrijk om zich te bekwamen in een nieuwe vaardigheid: het door de blinde onderwijzer Louis Braille (1809-1852) ontwikkelde blindenschrift. Terug in Nederland trok hij in bij zijn oudere zuster Henriëtte (1835-1927) in Den Haag. Daar sloot hij zich aan bij de zojuist ontstane 'brailleerbeweging', waarvan de leden bestaande literatuur omzetten in braille, onderwijs gaven en het braillesysteem onder de aandacht van lotgenoten brachten.
Gualtherus, die ongehuwd en financieel onafhankelijk was, stak al zijn tijd in de beweging. Zijn inspanningen leidden in 1891 tot de oprichting van de Nederlandse Blindenbibliotheek in Den Haag, een nog altijd bestaand instituut. Gualtherus was niet alleen oprichter, maar ook de eerste directeur.
Gualtherus richtte samen met een aantal lotgenoten de Nederlandse Blindenbond op. De stichting van de bibliotheek en deze bond zijn belangrijk geweest bij de emancipatie van blinde en slechtziende Nederlanders.
Gualtherus zette zich ook anderszins in voor zijn blinde medeburgers. Samen met zijn zuster Henriëtte Kolff richtte hij de Vereniging Kolff's Blindenfonds op. Het fonds verstrekte materiaal aan blinden, die daar hand- en knutselwerkjes van konden maken. Henriëtte richtte met haar broer de Stichting Blindenhulp op om blinden aan betaalde arbeid te helpen. Deze laatste activiteit had veel succes en kreeg na verloop van tijd financiële steun van de gemeente Den Haag. Gualtherus heeft zich tot aan zijn dood actief ingezet voor zijn lotgenoten in zijn woonplaats Den Haag.